# Alcis tricyrta
Alcis tricyrta là một loài bướm đêm trong họ Geometridae.